# Nicétas Seidès
Pour les articles homonymes, voir Nicétas.
Nicétas Seidès (en grec Νικήτας Σείδης) est un rhéteur et théologien byzantin, actif au début du XIIe siècle.

## Identification
On ne connaît guère de lui que ce que disent les titres des manuscrits. Il était natif d'Iconium, ville devenue en 1074 la capitale du sultanat seldjoukide de Roum. « Σείδης » (ou « Σείδος ») est peut-être l'hellénisation du nom arabe Sa'īd. Selon son discours contre Eustrate de Nicée, composé en 1116 ou 1117, il n'était pas du « catalogue hiératique », c'est-à-dire qu'il n'appartenait pas au clergé. Ce devait donc être un rhéteur des écoles de Constantinople.
On conserve de lui plusieurs discours (ou traités) à sujet religieux. Il y a un discours de réponse aux théologiens latins venus à Constantinople en 1112 à l'invitation de l'empereur Alexis Comnène, parmi lesquels l'archevêque de Milan Pietro Grossolano ; il traite notamment de la procession du Saint-Esprit, point de désaccord entre les deux Églises. Trois discours apparaissent d'autre part dans une tradition dont le manuscrit Atheniensis 483 est semble-t-il l'archétype : le premier, après un prologue accusant les Latins de 32 erreurs, réfute minutieusement, par des arguments historiques et de raison, l'idée soutenue par eux que Rome serait « la mère des Églises » ; le second, également anti-latin, est consacré à la question des azymes ; le troisième est le discours contre Eustrate de Nicée. Ce dernier avait rédigé en 1114 un argumentaire contre les Arméniens monophysites présents en Bulgarie, qui n'était pas destiné à la publication, mais fut dérobé par ses ennemis qui exploitèrent les formulations maladroites et les abus de raisonnement qu'il contenait pour l'accuser de nestorianisme ; Eustrate fut condamné comme hérétique par un synode tenu en avril 1117. 

## Éditions
- PG, vol. 127, col. 1485-88 (extrait d'un traité sur le comput pascal).
- Reinhard Gabhauer (éd.), Gegen den Primat des Papstes, Munich, Verlag Uni-Druck, 1975.
- Théodore N. Zèsès (éd.), Νικήτα Σείδου Λόγος κατὰ Εὐστρατίου Νικαίας, Thessalonique, 1976.